# Ramón Astudillo
Ramón Astudillo fou un futbolista argentí que va formar part de l'equip argentí a la Copa del Món de 1934 però no disputà cap partit.